# Carlota Margarida de Montmorency

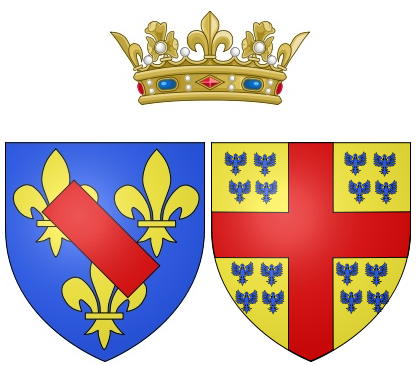
Escut d'armes de Carlota Margarida de Montmorency.

Carlota Margarida de Montmorency -en francès Charlotte Marguerite de Montmorency- (Pesenàs, Regne de França, 11 de maig de 1594 - Châtillon-sur-Loire, 2 de desembre de 1650) fou filla del duc de Montmorency, esdevingué cortesana i amant d'Enric IV de França. Arran del seu casament amb Enric II de Borbó-Condé es va convertir en princesa de Condé.
La seva infància va ser relativament trista i solitària. Havent perdut la seva mare quan només tenia quatre anys, veia molt poc el seu pare que va confiar la seva educació a una de les seves tietes, que en va fer una princesa pietosa i culta. El 1609 va entrar a la cort francesa, al servei de la reina Maria de Mèdici, esposa del rei Enric IV. Aquest la seduí convertint-la en la seva amant, i després va forçar que Carlota trenqués el seu compromís amb Francesc de Bassompierre per casar-la amb un príncep de sang, Enric II de Borbó-Condé.
Davant l'evidència que el Rei festejava la bella Carlota, el seu marit se l'endugué a Brussel·les posant-se sota la protecció d'Espanya, gran enemic de França. Carlota, retinguda contra la seva voluntat intentà escapar-se, però no va poder tornar a París fins que el 14 de maig de 1610, Enric IV és assassinat. El seu marit també torna a França, però aviat es revolta contra l'autoritat de la reina regent Maria de Mèdici, per la qual cosa fou empresonat el 1617. Durant tot aquest temps no es va reprendre la vida conjugal de Carlota i Enric, però sí que va ser possible més tard a Vincennes, on eren reclosos, i on Carlota va donar a llum el seu primer fill, Anna Genoveva, futura duquessa de Longueville. Després de ser alliberats i haver tingut dos fills més, se separaren de nou, i ella es dedicà plenament a l'educació dels seus fills.
Durant la regència d'Anna d'Àustria Carlota torna a la Cort com a assistenta del cardenal Mazzarino. El 1648, esclata la guerra de la Fronde, en la qual diversos membres de la família Conti, com els seus fills, es posicionen al costat dels revoltats, però ella es manté a la Cort fidel a la reina.

## Família
Carlota Margarida de Montmorency pertanyia a una de les famílies nobles més antigues i il·lustres de França, filla del duc Enric de Montmorency, duc de Montmorency (1534-1614) i de Lluïsa de Budos (1575-1598).
Enric i Carlota van tenir els següents descendents:
1. Anna Genoveva de Borbó, duquessa de Longueville (1619-1679), casada amb Enric II d'Orléans, duc de Longueville (1595-1663).
2. Lluís de Borbó (1621-1686), el Gran Condé, victoriós a la batalla de Rocroi, casat amb Clara Clèmencia de Maillé (1628-1694).
3. Armand de Borbó (1629-1666), príncep de Conti, casat amb Anna Maria Martinozzi (1639-1672).